# تشناركالياب (مقاطعة دورة)
تشناركالياب (بالفارسية: چنارکالیاب) هي قرية تقع في قسم تشكن الريفي (مقاطعة دورة) في إيران. يقدر عدد سكانها بـ 108 نسمة .